# Presidenti del Principato delle Asturie
Il Presidente del Principato delle Asturie (in spagnolo Presidente del Principado de Asturias, in asturiano Presidente del Principáu d'Asturies) è il capo del governo della comunità autonoma spagnola delle Asturie. Il presidente è scelto dalla Giunta generale del Principato delle Asturie, istituzione parlamentare autonoma.

## Elenco
| Immagine | Immagine                     | Presidente (nascita-morte)         | Mandato                         | Partito       |
| -------- | ---------------------------- | ---------------------------------- | ------------------------------- | ------------- |
|          |                              | Rafael Fernández (1913-2010)       | 5 maggio 1982 – 13 giugno 1983  | PSOE          |
|          |                              | Pedro de Silva (1945)              | 18 giugno 1983 – 10 luglio 1991 | PSOE          |
|          |                              | Juan Luis Rodríguez-Vigil (1945)   | 10 luglio 1991 – 18 giugno 1993 | PSOE          |
|          |                              | Antonio Trevín (1956)              | 18 giugno 1993 – 14 luglio 1995 | PSOE          |
|          |                              | Sergio Marqués (1946-2012)         | 14 luglio 1995 – giugno 1998    | PP            |
|          | giugno 1998 – 20 luglio 1999 | Sergio Marqués (1946-2012)         | URAS                            |               |
|          |                              | Vicente Álvarez Areces (1943-2019) | 20 luglio 1999 – 15 luglio 2011 | PSOE          |
|          |                              | Francisco Álvarez-Cascos (1947)    | 15 luglio 2011 – 24 maggio 2012 | Foro Asturias |
|          |                              | Javier Fernández Fernández (1948)  | 24 maggio 2012 – 20 luglio 2019 | PSOE          |
|          |                              | Adrián Barbón (1979)               | 20 luglio 2019 – in carica      | PSOE          |